# Amiina
Amiina ist eine isländische Band, die 1998 in Reykjavík, zunächst unter dem Namen Amina gegründet wurde. 
Alle vier Mitglieder besuchten in dieser Zeit die tónlistarskólinn í reykjavík (Musikschule Reykjavík). Sie begannen zuerst als Streichquartett auf diversen Veranstaltungen in Island zu spielen, bevor sie sich, vor allem inspiriert durch ihre Zusammenarbeit mit Sigur Rós, mehr ihren eigenen Kompositionen zuwandten. Im Dezember 2004 erschien die erste EP Animamina.
Am 21. März 2007 erschien mit Kurr ihr Debütalbum, dem im März und April eine Tour durch Nordamerika folgte. 2010 brachte das Quartett bei Morr Music das Nachfolgealbum Puzzle heraus. Im November 2016 wurde das dritte Studioalbum Fantômas veröffentlicht.

## Diskografie

### Alben
- 2007: Kurr (Bláskjár Records)
- 2010: Puzzle (Morr Music)
- 2016: Fantômas (Mengi)

### EPs
- 2004: Animamina
- 2009: Re Minore
- 2013: The Lighthouse Project

### Singles
- 2006: Seoul
- 2007: Hilli „At the Top of the World“
- 2010: Over & Again
- 2010: What Are We Waiting For?
- 2020: Attic Series 1